# 黃俊英 (政治人物)
黃俊英（1941年12月31日—2014年1月10日），日治臺灣高雄州高雄市苓雅寮（今高雄市苓雅區）人，中華民國政治人物。第11屆考試院考試委員，曾任義守大學管理學院講座教授及高雄市副市長。2002年和2006年兩度由中國國民黨提名參選高雄市市長，分別以2萬餘票和僅以1114票之差分別敗於尋求連任的謝長廷和前勞委會主委陳菊。2014年1月10日於考試委員任內因肺腺癌病逝，享壽73歲。

## 生平

### 早期生涯
黃俊英係國立臺灣大學商學系、國立政治大學企業管理研究所畢業，公費留學美國愛荷華大學，獲得企業管理博士。1987年起，先後擔任國立中山大學管理學院院長及教務長。1995年擔任高雄市副市長。

### 兩度參選高雄市長
2002年底，黃俊英通過黨內初選而由中國國民黨提名參選高雄市市長，最後結果是以不到三萬票的差距敗給尋求連任的民主進步黨候選人謝長廷。
第三屆高雄市長選舉結果

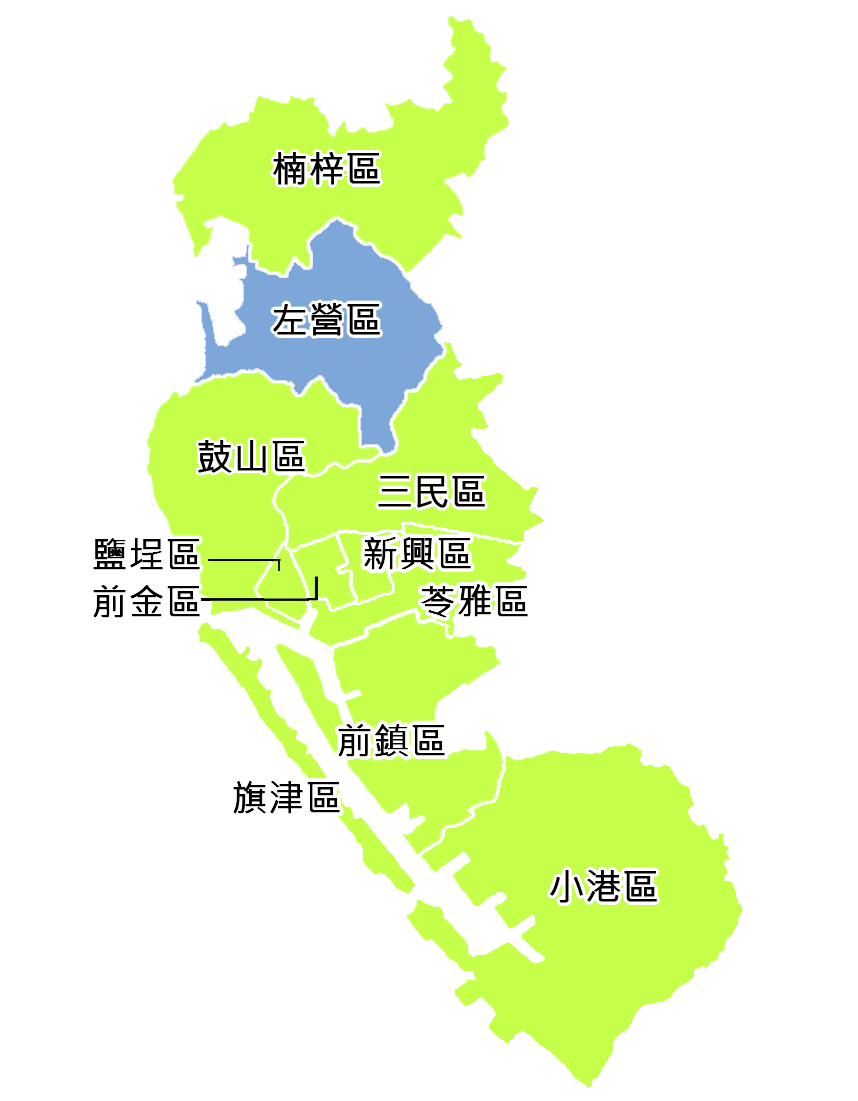
2002年中華民國高雄市市長選舉結果：
謝長廷領先但得票率小於百分之六十。
黃俊英領先但得票率小於百分之六十。

在高雄市長選舉中，民進黨提名的謝長廷以將近兩萬五千票的優勢連任市長。
| 2002年高雄市市長選舉結果 | 2002年高雄市市長選舉結果 | 2002年高雄市市長選舉結果 | 2002年高雄市市長選舉結果 | 2002年高雄市市長選舉結果 | 2002年高雄市市長選舉結果 | 2002年高雄市市長選舉結果 |
| 號次                     | 候選人                   | 政黨                     | 得票數                   | 得票率                   | 當選標記                 |                          |
| ------------------------ | ------------------------ | ------------------------ | ------------------------ | ------------------------ | ------------------------ | ------------------------ |
| 1                        | 施明德                   | 無黨籍                   | 8,750                    | 1.13%                    |                          |                          |
| 2                        | 張博雅                   | 無黨籍                   | 13,512                   | 1.75%                    |                          |                          |
| 3                        | 黃天生                   | 無黨籍                   | 1,998                    | 0.26%                    |                          |                          |
| 4                        | 黃俊英                   | 中國國民黨               | 361,546                  | 46.82%                   |                          |                          |
| 5                        | 謝長廷                   | 民主進步黨               | 386,384                  | 50.04%                   |                          |                          |
| 選舉人數                 | 選舉人數                 | 選舉人數                 | 1,092,668                | 1,092,668                | 1,092,668                |                          |
| 投票數                   | 投票數                   | 投票數                   | 779,911                  | 779,911                  | 779,911                  |                          |
| 有效票                   | 有效票                   | 有效票                   | 772,157                  | 772,157                  | 772,157                  |                          |
| 無效票                   | 無效票                   | 無效票                   | 7,754                    | 7,754                    | 7,754                    |                          |
| 投票率                   | 投票率                   | 投票率                   | 71.38%                   | 71.38%                   | 71.38%                   |                          |

2006年底，黃俊英再次由中國國民黨提名參加高雄市市長選舉，最終以1114票的些微差距敗給代表民進黨參選的陳菊。
第四屆高雄市長選舉結果

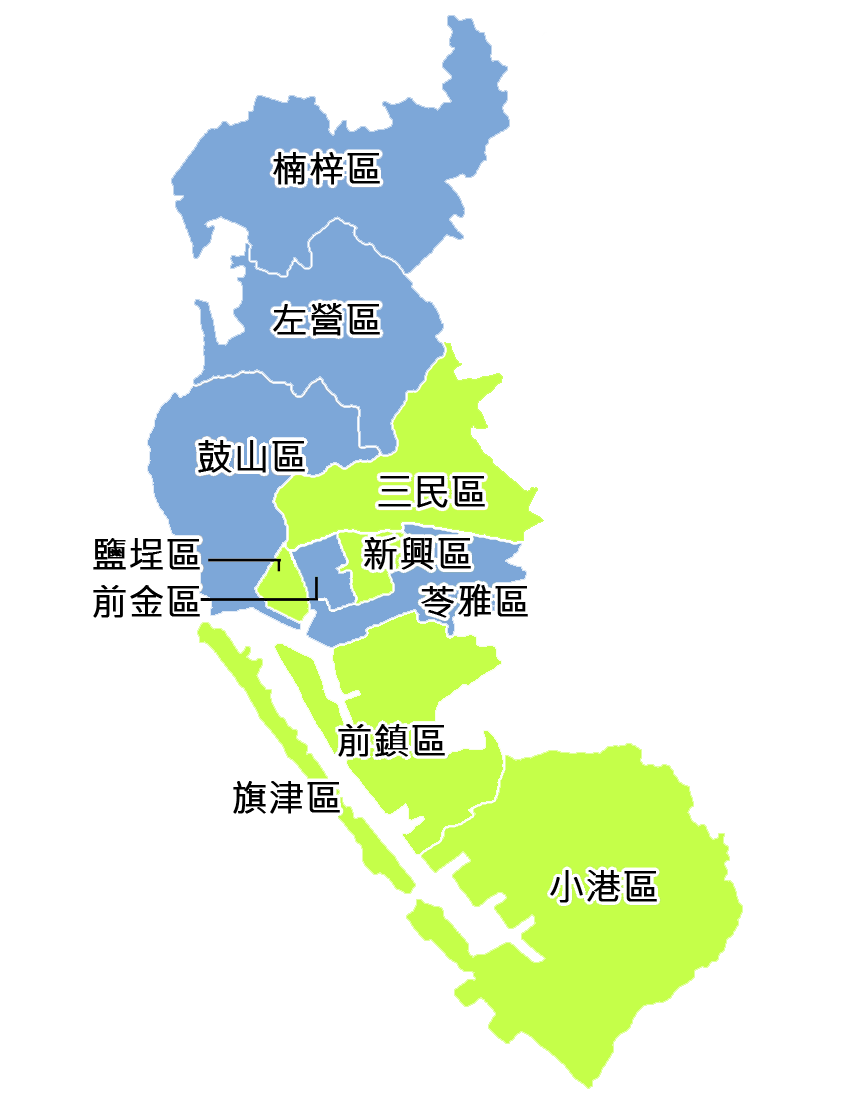
2006年中華民國高雄市市長選舉結果：
陳菊領先但得票率小於60%。
黃俊英領先但得票率小於60%。

本次選舉在雙方實力在伯仲之間，選情格外緊繃。而陳菊最終以1114票（不足0.2%）險勝。
| 號次 | 黨籍           | 姓名   | 得票    | 得票率 | 當選 |
| ---- | -------------- | ------ | ------- | ------ | ---- |
| 1    | 中國國民黨     | 黃俊英 | 378,303 | 49.27% |      |
| 2    | 保護台灣大聯盟 | 林志昇 | 1,746   | 0.23%  |      |
| 3    | 台灣團結聯盟   | 羅志明 | 6,599   | 0.86%  |      |
| 4    | 無黨籍         | 林景元 | 1,803   | 0.23%  |      |
| 5    | 民主進步黨     | 陳菊   | 379,417 | 49.41% |      |

#### 走路工事件
法院判決被告綽號「古意」古鋅酩幫忙動員，與綽號「黑松」蔡能祥一同發放賄款，分別判處有期徒刑3年6個月、有期徒刑9個月定讞。
高雄檢方也有查出幕後指使者為「黃俊英競選總部雲林縣後援會」執行長蘇萬基、「資源回收商」總經理楊慶德，隨即對兩人開出拘票，楊慶德得知事情曝光搭機逃往香港，蘇萬基則是在律師陪同投案訊後飭回，但限制其住居。
因此，走路工事件最後查明是後援會成員所為，與黃俊英無關，其事先也完全不知情。且最後通聯紀錄也未查出與菊營有關，破除了「陰謀論」的說法。
選前之夜陳菊陣營召開記者會，標題為：「黃俊英賄選抓到了」，引發黃俊英不滿，控告涉嫌違反選罷法及刑法加重誹謗罪，雄檢裁定被告陳菊、管碧玲、蕭裕正、陳其邁等四人不起訴。
敗選後黃俊英競選團隊發言人陳學聖透過記者會及政論節目現場連線直接對陳菊喊話，「如果司法證明黃俊英清白，你陳菊敢不敢重選」。陳菊總部則稱將尊重司法調查。

#### 「當選無效」訴訟
2007年6月15日，高雄地方法院作出一審宣判，陳菊被判「當選無效」，「選舉無效」之訴則被駁回。一審後，黃俊英和陳菊分別就「選舉無效」和「當選無效」提出了上訴。
二審判決定讞，高等法院高雄分院審理後大逆轉，推翻一審陳菊當選無效判決，改判當選有效。
黃俊英表示尊重司法判決，將擔任政治志工，全力輔選黨內立委及總統候選人贏得勝選。

### 擔任考試委員
2008年6月19日，中華民國總統馬英九提名黃俊英擔任第11屆考試院考試委員，專業為商學；立法院通過提名後，於2008年9月1日就任。
2014年1月10日，因罹患肺腺癌在高雄家中病逝，後移靈臺北市。

## 資料來源
1. ↑  . 聯合報. 2014-01-10  [2014-01-10]. （原始内容存档于2014-01-10） （中文（臺灣））.
2. ↑  . 蘋果日報. 2014-01-01  [2014-01-10]. （原始内容存档于2016-03-04） （中文（臺灣））.
3. ↑  . 2014-01-10  [2014-01-10]. （原始内容存档于2019-06-21） （中文（臺灣））.
4. ↑  .   [2014-01-17]. （原始内容存档于2014-01-10）.
5. ↑  .   [2016-01-13]. （原始内容存档于2016-03-05）.
6. ↑  . 今日新聞. 2009-10-21  [2009-10-21] （中文（臺灣））.
7. ↑  . 大紀元轉貼中央社. 2006-12-18  [2006-12-18]. （原始内容存档于2014-01-12） （中文（臺灣））.
8. ↑  . 大紀元轉貼自由時報. 2006-12-15  [2006-12-15]. （原始内容存档于2014-01-12） （中文（臺灣））.
9. ↑  . 自由時報. 2006-12-18  [2006-12-18]. （原始内容存档于2007-01-08） （中文（臺灣））.
10. ↑  . 大紀元 www.epochtimes.com. 2006-12-18  [2018-11-12]. （原始内容存档于2014-01-12） （中文（臺灣））.
11. ↑  . 大紀元 www.epochtimes.com. 2006-12-19  [2018-11-12]. （原始内容存档于2009-06-23） （中文（臺灣））.
12. ↑  .   [2018-11-12]. （原始内容存档于2018-07-13）.
13. ↑  . 蘋果日報.   [2018-11-12] （中文（臺灣））.
14. ↑  . forums.chinatimes.com.   [2018-11-12]. （原始内容存档于2018-11-12）.
15. ↑  . 自由電子報.   [2019-05-02]. （原始内容存档于2019-06-04） （中文（臺灣））.
16. ↑  . paper.people.com.cn.   [2018-10-28]. （原始内容存档于2018-10-28）.
17. ↑  . 自由時報. 2007-11-17  [2007-11-17]. （原始内容存档于2019-06-16） （中文（臺灣））.
18. ↑  . 蘋果日報.   [2018-11-12] （中文（臺灣））.
19. ↑  . 自由時報. 2007-11-16  [2007-11-16]. （原始内容存档于2007-11-21） （中文（臺灣））.
20. ↑  . 新紀元周刊. 2007-11-16  [2007-11-16]. （原始内容存档于2010-11-10） （中文（臺灣））.

## 外部連結
- 遇見黃俊英 （页面存档备份，存于）（黃俊英個人網誌）